# Антиимперијализам
У политичкој знаности и међународним односима, антиимперијализам је супротност колонијализму, колонијалном царству и империјализму. Као такав, антиимперијализам укључује опозицију односно супростављеност освајачким ратовима, посебно освајању и колонизацији земаља чије границе не граниче тој империјалној сили, и рат чији је циљ покоравање различитих култура; појам исто тако се састоји од политичке супростављености територијалној експанзији неке земље изван њених граница.